# Windows Search
Windows Search (anteriormente conocido como Windows Desktop Search o WDS en Windows XP y Windows Server 2003) es una plataforma de búsqueda en escritorio indizadas publicado por Microsoft para el sistema operativo Windows. Windows Search para Windows Vista y Windows Server 2008 (también mencionada como Instant Search) es un sucesor de Windows Indexing Service, un resto de la característica de sistema de archivos objeto del proyecto, Cairo project que nunca se materializó. Windows Search emplea una arquitectura diferente y un nuevo indizador en comparación con servicio de indización. Para Windows XP, Windows Search está disponible como una aplicación adicional.
Windows Search colectivamente se refiere a ambos búsqueda indexada en Windows Vista y WDS en Windows XP. No sólo comparten una arquitectura común y tecnología de indización, pero también son compatibles con API entre sí.

## Ubicación
El cuadro de búsqueda se ubica en la parte derecha de la barra de tareas, al lado izquierdo del reloj y los íconos de la bandeja del sistema.

## Funcionamiento
El usuario hace click en el cuadro de búsqueda e inmediatamente se levanta una ventana parcial que no puede maximizarse. Si el usuario escribe uno o varios términos aparecerá una lista de resultados rápidos en la mencionada ventana. Si se hace click en "Búsqueda en el escritorio" se abrirá la ventana de búsqueda que incorpora el computador pero con las opciones más usadas para optimizar la búsqueda.
Abrir programas
Una característica interesante es la apertura de programas comunes como Microsoft Word, Microsoft Outlook, la calculadora de Windows escribiendo una sintaxis previamente establecida y presionando Enter.
- !word = Microsoft Word
- !outlook = Microsoft Outlook
- !calc = Calculadora de Windows
- ?help = Ayuda del Windows Desktop Search

En la versión 10.0 (compilación 16215) del Windows Search, se corrigió los doble clics, qué aparecerá en septiembre de 2017 en Windows 10 Redstone 3.

## Requerimientos del sistema
Para utilizar la Microsoft Windows Desktop Search para indexar y buscar mensajes de correo electrónico, deberás tener instalado Microsoft Outlook 2000 o versiones posteriores, o Microsoft Outlook Express 6 o versiones posteriores. Es necesario tener instalado Microsoft Office XP o versiones posteriores para obtener la vista completa de los documentos de Microsoft Office en los resultados de la Windows Desktop Search.
- Procesador Pentium a 500 MHz (recomendado, 1 GHz).
- Microsoft Windows XP o Microsoft Windows Server 2003 Service Pack 1.
- 128 MB de memoria RAM mínimo (256 MB recomendados).
- 500 MB de espacio libre en el disco duro (recomendado). El tamaño del índice dependerá del contenido que hayas indexado.
- Resolución de la pantalla de 1024 x 768 (recomendada).